# ドゥマゲテ
ドゥマゲテ（Dumaguete）は、フィリピン中部のネグロス島地方に属しているネグロス・オリエンタル州の州都である。

## 概要
1948年6月15日、都市として誕生した。面積は34km2、人口は134,103人（2020年）である。治安は安定しており、市のキャッチフレーズは「CITY OF GENTLE PEOPLE」（優しい人の街）をうたっている。

### 都市名の由来
「ドゥマゲテ」は、セブアノ語の「Tagit（ダギット）」から造られた。これは「ひったくり」を意味し、スペイン支配時代この沿岸地域でモロの海賊による頻繁な襲撃があったことから名付けられた。当初、 1572年にディエゴ・ロペス・ポヴェダーノはその場所を「Dananguet（ダナンゲ）」と記したが、1734年に地図製作者のペドロ・ムリーリョ・ヴェラルデは現在の「Dumaguete（ドゥマゲテ）」の名前を使用した。
日本語カタカナによるこの街の名称の表記には、「ドゥマゲテ」「ドゥマゲッティ」「ドゥマグエテ」「デュマゲテ」などがあるが、主に「ドゥマゲッティ」が使用される。

## 気候
ドゥマゲテは熱帯サバンナ気候で、乾季と雨季がある。概ね、雨季は6月から11月までの期間をカバーし、乾季は12月から5月まで。最も暑いのは4月と5月になる。過去数年間の平均最高気温は34.3℃、平均最低気温は22.9℃。セブ島やボホール島に囲まれた内海に面しているため、台風が直撃することは少ない。
| ドゥマゲテの気候データ（1981–2010） | ドゥマゲテの気候データ（1981–2010） | ドゥマゲテの気候データ（1981–2010） | ドゥマゲテの気候データ（1981–2010） | ドゥマゲテの気候データ（1981–2010） | ドゥマゲテの気候データ（1981–2010） | ドゥマゲテの気候データ（1981–2010） | ドゥマゲテの気候データ（1981–2010） | ドゥマゲテの気候データ（1981–2010） | ドゥマゲテの気候データ（1981–2010） | ドゥマゲテの気候データ（1981–2010） | ドゥマゲテの気候データ（1981–2010） | ドゥマゲテの気候データ（1981–2010） | ドゥマゲテの気候データ（1981–2010） |
| Month                               | Jan                                 | Feb                                 | Mar                                 | Apr                                 | May                                 | Jun                                 | Jul                                 | Aug                                 | Sep                                 | Oct                                 | Nov                                 | Dec                                 | Year                                |
| ----------------------------------- | ----------------------------------- | ----------------------------------- | ----------------------------------- | ----------------------------------- | ----------------------------------- | ----------------------------------- | ----------------------------------- | ----------------------------------- | ----------------------------------- | ----------------------------------- | ----------------------------------- | ----------------------------------- | ----------------------------------- |
| 平均最高気温°C                      | 29.0                                | 29.2                                | 30.0                                | 31.0                                | 31.7                                | 31.6                                | 31.3                                | 31.7                                | 31.5                                | 31.0                                | 30.5                                | 29.7                                | 30.7                                |
| 平均気温 °C                         | 26.8                                | 26.8                                | 27.3                                | 28.1                                | 28.6                                | 28.2                                | 27.8                                | 27.9                                | 27.8                                | 27.7                                | 27.7                                | 27.2                                | 27.7                                |
| 平均最低気温°C                      | 24.5                                | 24.3                                | 24.6                                | 25.2                                | 25.4                                | 24.9                                | 24.3                                | 24.2                                | 24.2                                | 24.4                                | 24.8                                | 24.8                                | 24.6                                |
| 平均降水量 mm                       | 82.0                                | 61.4                                | 46.3                                | 53.7                                | 81.8                                | 129.7                               | 122.7                               | 110.6                               | 127.3                               | 156.7                               | 138.7                               | 107.3                               | 1,218.4                             |
| 平均雨天日（＞0.1 mm）              | 13                                  | 10                                  | 8                                   | 6                                   | 10                                  | 14                                  | 16                                  | 13                                  | 15                                  | 16                                  | 14                                  | 15                                  | 150                                 |
| 平均湿度 (%)                        | 83                                  | 82                                  | 81                                  | 78                                  | 78                                  | 79                                  | 80                                  | 80                                  | 81                                  | 82                                  | 81                                  | 82                                  | 81                                  |

## バランガイ（町区分）
ドゥマゲテは政治的に30のバランガイに細分化されている。市内のダウンタウンにある8つのバランガイは、主に番号で表記される。最小のバランガイは面積がわずか5.11ヘクタールのバランガイ4で、最大のバランガイは362.71ヘクタールのバランガイバニラッド。
＜ドゥマゲテのバランガイ一覧＞
- Bagacay
- Bajumpandan
- Balugo
- Banilad
- Bantayan
- Barangay 1 (Tinago)
- Barangay 2 (Upper Lukewright)
- Barangay 3 (Business District)
- Barangay 4 (Rizal Boulevard)
- Barangay 5 (Silliman Area)
- Barangay 6 (Cambagroy)
- Barangay 7 (Mangga)
- Barangay 8 (Cervantes Extension)
- Batinguel
- Buñao
- Cadawinonan
- Calindagan
- Camanjac
- Candau-ay
- Cantil-e
- Daro
- Junob
- Looc
- Mangnao-Canal
- Motong
- Piapi
- Pulantubig
- Tabuc-tubig
- Taclobo
- Talay

## 人口
ドゥマゲテはネグロス・オリエンタル州で最も人口の多い都市であり、2015年の国勢調査の時点で、市内には131,377人と21,582世帯が住んでいる。国家統計調整委員会（NSCB）が実施した2009年の貧困の小地域推定（SAE）によると、この都市はビサヤの都市部で最も貧困率が低い。
日中の人口は学生などを含め40万人近くになるという説もある。
総投票人口は89,193人（2019年）。
| ドゥマゲテの人口遷移 | ドゥマゲテの人口遷移 | ドゥマゲテの人口遷移 |
| 年                   | 人口                 | 増加率               |
| -------------------- | -------------------- | -------------------- |
| 1903                 | 14,894               | —                    |
| 1918                 | 16,336               | +0.62%               |
| 1939                 | 22,236               | +1.48%               |
| 1948                 | 24,838               | +1.24%               |
| 1960                 | 35,282               | +2.97%               |
| 1970                 | 52,000               | +3.95%               |
| 1975                 | 52,765               | +0.29%               |
| 1980                 | 63,411               | +3.74%               |
| 1990                 | 80,262               | +2.39%               |
| 1995                 | 92,637               | +2.72%               |
| 2000                 | 102,265              | +2.14%               |
| 2007                 | 116,392              | +1.80%               |
| 2010                 | 120,883              | +1.39%               |
| 2015                 | 131,377              | +1.60%               |

## 経済
観光業、教育、小売業、BPO、IT技術関連の活動がこの都市の主要な収入源。特に、BPOとIT企業は、小売業と同様、最も急成長している。

### ホテル・ツーリズム
観光局のデータによれば、ドゥマゲテとネグロス・オリエンタルは、国内で最も訪問された観光地のトップ10に入っている。ホテル、コーヒーショップ、高級レストラン、ダイニング商業施設、バー、歴史的なリサール通りなどでは観光客をよく見かける。聖カタリナ大聖堂は、ネグロス島の最古の石造りの教会であり、ネグロス島と中央ヴィサヤのローマカトリック教区の最も古い遺産の1つとされる。
毎年9月にはサンドゥロット・フェスティバルが開催される。祭りでは、異なる外国文化の人々が集結し、多様なコミュニティを形成した、スペイン統治時代にさかのぼるドゥマゲテの豊かな歴史を再現し、祝う。
ブーグラサン・フェスティバルは、毎年10月にネグロスオリエンタル州で祝われる。このフェスティバルは、州政府が主催し、6つの都市と19の自治体が参加する、州全体のイベントである。祭りの大部分は、州議会議事堂とニノイアキノのフリーダムパークで開催され、ブースや地元の商品が展示・販売されている。

### BPO（ビジネス・プロセス・アウトソーシング）
ドゥマゲテのアウトソーシング業界には、コールセンター、出版、医療転写、アニメーション、編集、建築のアウトソーシングなどの幅広いビジネスがある。ドゥマゲテ市には20を超えるITおよびBPOロケーターがあり、ビジネスプロセスアウトソーシングおよび情報技術のハブとして知られている。

### 小売
ドゥマゲテで有名なショッピングセンターには以下のものがある。
- 1. Cang's, Inc. Shopping Complex (North National Highway, Barangay Daro)
- 2. CityMall Dumaguete (North National Highway, Barangay Daro)
- 3. Lee Super Plaza (Perdices St.)
- 4. Robinsons Townville (Perdices St.)
- 5. LP Hypermart (Jose Romero Road, Barangay Bagacay)
- 6. Robinsons Place Dumaguete [the first full-service mall in the city, located in Barangay Calindagan, about 2 km (1.2 mi) from the city center heading to the south]
- 7. Ever Mall (Perdices St.)

## 医療
ドゥマゲテには、3つの主要な高等病院、ホーリーチャイルド病院、ネグロスオリエンタル州立病院、シリマンメディカルセンターがある。シリマンメディカルセンターはマニラ首都圏外・セブ都市圏以外の最高の病院の1つと見なされている。また、ダウンタウンの近くには8階建ての200床の病院であるACE Dumaguete Doctors Hospitalも建設中。

## 教育
ドゥマゲテ市内には、シリマン大学、フォンデーション大学、セントポール大学、ノース大学など規模の大きい大学が数多くあること、また市の人口に占める学生と大学関係者の割合が高いことから、学園都市として知られており、フィリピン南部の教育の中心地となっている。大学の他に18の公立小学校と8つの公立高校、インターナショナルスクールもあり、市の学生人口は30％前後と推定されている。
特にシリマン大学は、フィリピンでは珍しいプロテスタント系の大学で、アジア各地から多くの学生が集まる。創設者であるアメリカ人、Horace Sillimanは発明家、企業家として知られ、Sillimanを追悼する教会や公園などもアメリカ国内で知られている。610,000m2のキャンパスは、市のダウンタウン地区に隣接しており、その広大な敷地が学園都市の雰囲気を作り出している。シリマンホール、ヒバードホール、カティプナンホール、ルースオーディトリアム、およびシリマンメインライブラリー（フィリピン最大の図書館の1つと考えられている）など大学のいくつかの施設は、市のランドマークとして認識されている。また、海外との交換留学生も盛んに行われており、現在日本とはICU （国際基督教大学）との交換学生が在籍している。また、その他の日本の大学からも短期英語留学生などが就学する。
ネグロス・オリエンタル州立大学（NORSU）は、市内に2つのメインキャンパスがあり、メインキャンパス1は州議会議事堂の隣にあり、メインキャンパス2はバランガイ・バジュンパンダンにある。ネグロス・オリエンタル州で唯一の州立大学であり、市内の4つの大学の中で学生数は最も多く、州のさまざまな都市や町、外国の学生に非常に人気がある。
セントポール大学は、フランスのSaint Paul of Chartres（SPC）がフィリピンに設立した最初のセントポールの教育機関である。看護、教師教育、マスコミュニケーション、観光、芸術と文化教育、ホスピタリティマネジメント、ビジネスと会計などのコアアカデミックコースでよく知られている。

## 観光

### リゾート
ドゥマゲテは、中部ビサヤ地方のセブ市から簡単にアクセスできること、ビーチリゾートやダイビングサイトが存在すること、近くのバイスでイルカウォッチングやホエールウォッチングが楽しめることなどから、かなりの数の外国人観光客、特にヨーロッパ人を魅了している。ドゥマゲテから南のBacong、Dauin、Zamboanguita付近までの海岸沿いには、各地にプライベートリゾートが建ち並んでいる。
その他、タリネス山 (1862m) 山麓にあるツインレイク、バレンシャの滝、マビナイの鍾乳洞、南部シャントンの動物園なども観光名所である。バヤワン山中のバランガイであるダウイスにあるネロドハン滝は、バレンシャの滝を越える規模である。

### ダイビング
主なマリンスポーツとしてはダイビングが挙げられる。
特にフィリピン有数のダイビングスポットであるアポ島とその周辺海域を始め、海を挟んだセブ州南端部に浮かぶスミロン島も人気が高い。
日本人ダイビング愛好家の間でも、ドゥマゲテ周辺は以前から人気が高い。

### 移住・ロングステイ
移住先としても近年人気のドゥマゲテは、フォーブス誌の「リタイアするのに世界中で最も適した7つの場所（The 7 Best Places To Retire Around The World）」で5位にランクインしている。
観光省の政府機関であるフィリピン退職庁は、この都市を2018年のフィリピンで最高の退職地に指定した。
市の玄関口であるボリバードは、多くのレストランがあり、多数の外国人でにぎわっている。

## 姉妹都市

### 国内
- ネグロスオクシデンタル・バコロド市
- セブ・マンダウエ市
- アグサンデルノルテ・ブトゥアン市
- マニラ首都圏・マカティ市

### 国外
- 韓国・忠清北道永同郡
- アメリカ合衆国・カリフォルニア州アラメダ

1. 1 2 3  “Dumaguete”.   Citypopulation (2023年2月18日). 2024年10月11日閲覧。
2. ↑  “Provinces of the Philippines”.   Statoids (2015年11月28日). 2024年10月8日閲覧。
3. ↑  The 7 Best Places To Retire Around The World Forbes、2014年8月25日

## 参考・外部リンク

### 現地日本語メディア
- ドゥマゲテ掲示板 - listingal.com (日本語)
- ドゥマゲッティ観光協会 ＜ドゥマゲテ・ナビ＞
- ラッキーダイブショップ（日本語）